# Thioureide
| Thioureide (Beispiele)                               |
| ---------------------------------------------------- |
| Acyclisches Thioureid                                |
| Thiouracil (Tautomerie) cyclisches Thioureid         |
| Thiopental (Malonsäure-Derivat) cyclisches Thioureid |

Thioureide sind organisch-chemische Stoffe, die sich formal vom Thioharnstoff (H2N–CS–NH2) und Carbonsäuren (R–COOH) ableiten. Auch substituierte Vertreter wie Ar–CO–HN–CS–NHR werden Thioureide genannt.
Besondere Bedeutung besitzen die cyclischen Thioureide, wie Thiouracil (2) und der Arzneistoff Thiopental (3).
Nach den IUPAC-Regel C-971.2 und C-974.1 sollen Verbindungen mit der Atomgruppierung –NH–CS–NH2 in systematischen Namen als Thioureido-Derivate bezeichnet werden.

## Herstellung
Thioureide (wie z. B. 1) sind synthetisch zugänglich durch die Umsetzung von aromatischen Carbonsäurechloriden (Ar1COCl) mit Ammoniumthiocyanat und anschließende Reaktion mit einem aromatischen Amin (Ar2–NH2):
Thiopental (3) – das cyclische Thioureid einer dialkylierten Malonsäure – wird aus Thioharnstoff und einem Diester dieser dialkylierten Malonsäure hergestellt.